# Trattato di Bärwalde

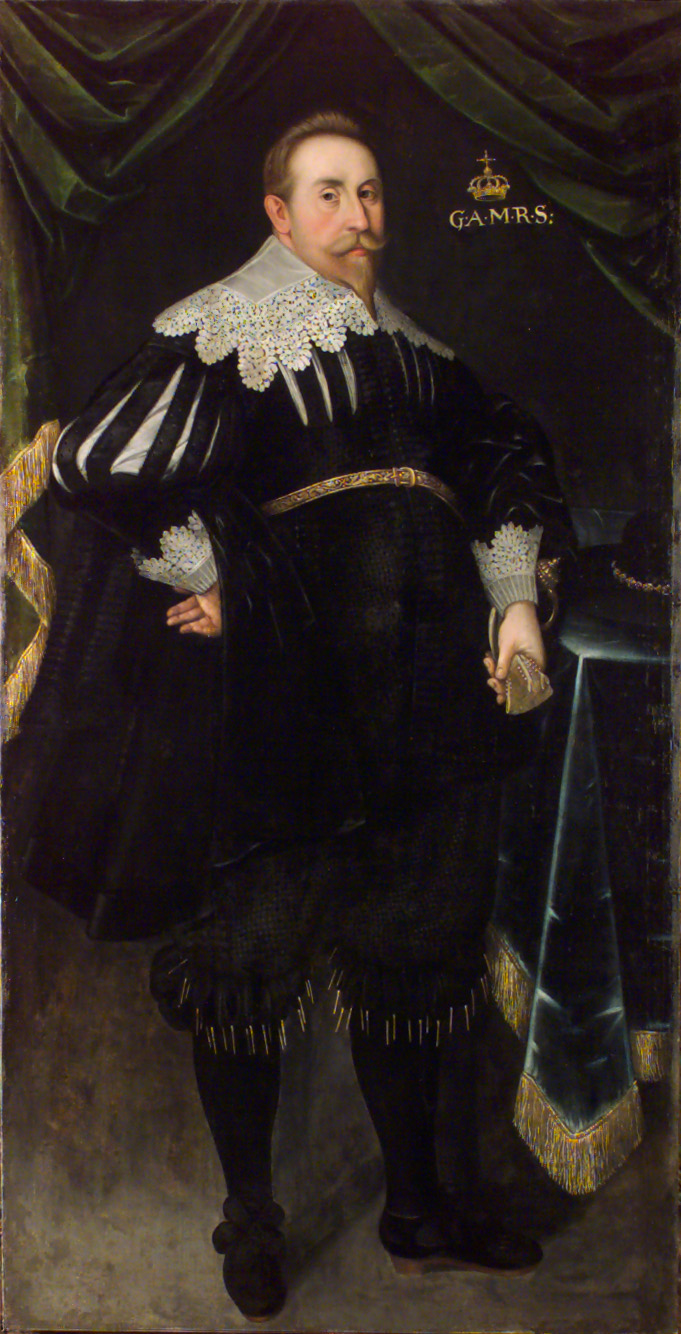
Gustavo II Adolfo di Svezia

Il trattato di Bärwalde fu stipulato il 23 gennaio 1631 a Bärwalde tra la Svezia di Gustavo II Adolfo e il Regno di Francia di Luigi XIII e sancì un'alleanza militare tra le due nazioni. Il documento, che riguardava, nei fatti, i termini di un accordo di sovvenzionamento economico da parte della Francia a favore della controparte svedese, si inseriva nel contesto della guerra dei trent'anni, durante la quale il Cardinale Richelieu si adoperò per finanziare la guerra dell'Unione Evangelica e, in generale, della parte protestante purché cagionasse danni all'impero e ne contrastasse i progetti di dominio sugli stati tedeschi protestanti.
Il trattato assicurava per cinque anni a Gustavo Adolfo i sussidi necessari al mantenimento di un'armata di 30.000 uomini e 6.000 cavalieri al comando del sovrano svedese, la quale doveva essere impiegata nel conflitto contro l'impero asburgico. La Francia poneva la condizione che la guerra svedese che andava a sostenere non provocasse danni al culto cattolico e pretendeva che mirasse a colpire solo ed esclusivamente gli interessi dell'imperatore. Il sovvenzionamento francese ammontò, nel complesso, a 400 000 talleri imperiali l'anno. L'accordo previde, in ultima istanza, che Francia e Svezia non avrebbero concluso autonomamente accordi con terze parti e che la stipula di qualsiasi trattato dovesse essere condivisa attraverso la mutua e preventiva approvazione tra le nazioni firmatarie dell'alleanza.